# Milka Cherneva
Milka Cherneva, (Varna, 20 de septiembre de 1927-Blacksburg, Estados Unidos, 4 de noviembre de 2010), conocida también como Milka Bliznakov, fue arquitecta e historiadora de arquitectura búlgara residente en Estados Unidos. Fundó del Archivo Internacional de las Mujeres en Arquitectura (IAWA), Virginia Tech. Fue profesora emérita de arquitectura en Virginia Tech de 1974 a 1998.

## Primeros años
Milka Bliznakov nació el 20 de septiembre de 1927 en Varna, Bulgaria, sus padres fueron Ivan Dimitrov Chernev y Maria Kesarova Jorosova. Obtuvo el título de máster en Arquitectura en la Universidad Técnica de Sofía en 1951.

## Trayectoria

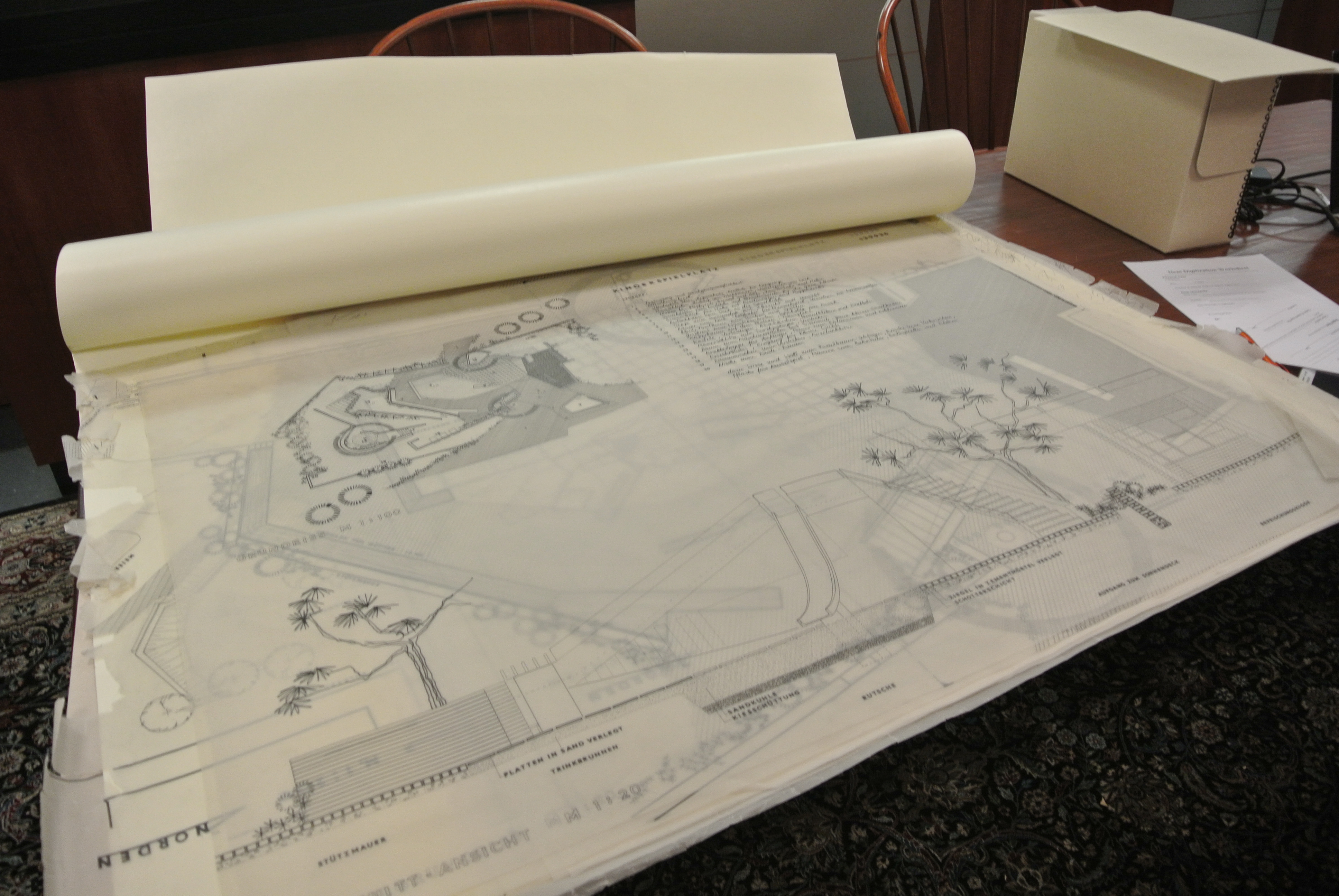
Archivo Internacional de Mujeres en Arquitectura IAWA, Virginia Tech, Blacksburg, Estados Unidos.

Tras finalizar sus estudios ejerció como arquitecta en su país desde 1952 hasta 1959. Las circunstancias políticas la obligaron a trasladarse a Francia en 1959. En 1961 se mudó junto con su familia a los Estados Unidos donde trabajó como arquitecta, investigadora y académica.
En 1971 obtuvo el doctorado en Historia de la Arquitectura de la Universidad de Columbia a los 44 años.
Inició su carrera académica como docente en la Universidad de Texas entre 1972 y 1974. En 1972 fue cofundadora del Institute of Modern Russian Culture, ahora activo en la Universidad del Sur de California. Fue una reconocida autoridad en el constructivismo ruso y el movimiento de vanguardia.
Bliznakov comenzó a trabajar en la Escuela de Arquitectura y Diseño en Virginia Tech en 1974, se dedicó a la investigación y enseñanza del Diseño Urbano. Realizó diversas investigaciones y publicaciones en torno a temáticas de historia y diseño urbano como De la teoría a la práctica constructivista arquitectónica (1979) Historia y Teoría de la Forma Urbana (1985) y su manuscrito Guía bibliográfica de sus trabajos: Arquitectas soviéticas, 1917-1937 (1994).
En 1985, estableció el Archivo Internacional de Mujeres en Arquitectura (IAWA) como un programa conjunto de la Facultad de Arquitectura y Estudios Urbanos de Virginia Tech y las bibliotecas universitarias. Presidió la Junta de Asesores de IAWA entre 1985 y 1993.
Tras su retiro en 1998 se estableció el Premio Milka Bliznakov, el cual es otorgado anualmente para reconocer y promover a investigadores que utilicen el IAWA para aportar en el reconocimiento de las mujeres y su papel en la arquitectura y otras áreas relacionadas al diseño.
Bliznakov murió en su casa de Blacksburg, Virginia, el 4 de noviembre de 2010.

## Premios
Bliznakov recibió la Medalla Parthena a la Excelencia en Arquitectura otorgado por gobierno búlgaro en 1985. Recibió dos becas de Investigación e Intercambio Internacional en 1984 y 1993 y dos Becas Fulbright Hays en 1983 y 1991. También fue nombrada académica del Wilson Center of the Smithsonian Institution en 1988 y recibió un subsidio del National Endowment for the Arts.